# Rue Beudant
Pour les articles homonymes, voir Beudant.
La rue Beudant est une voie du 17e arrondissement de Paris, en France.

## Situation et accès

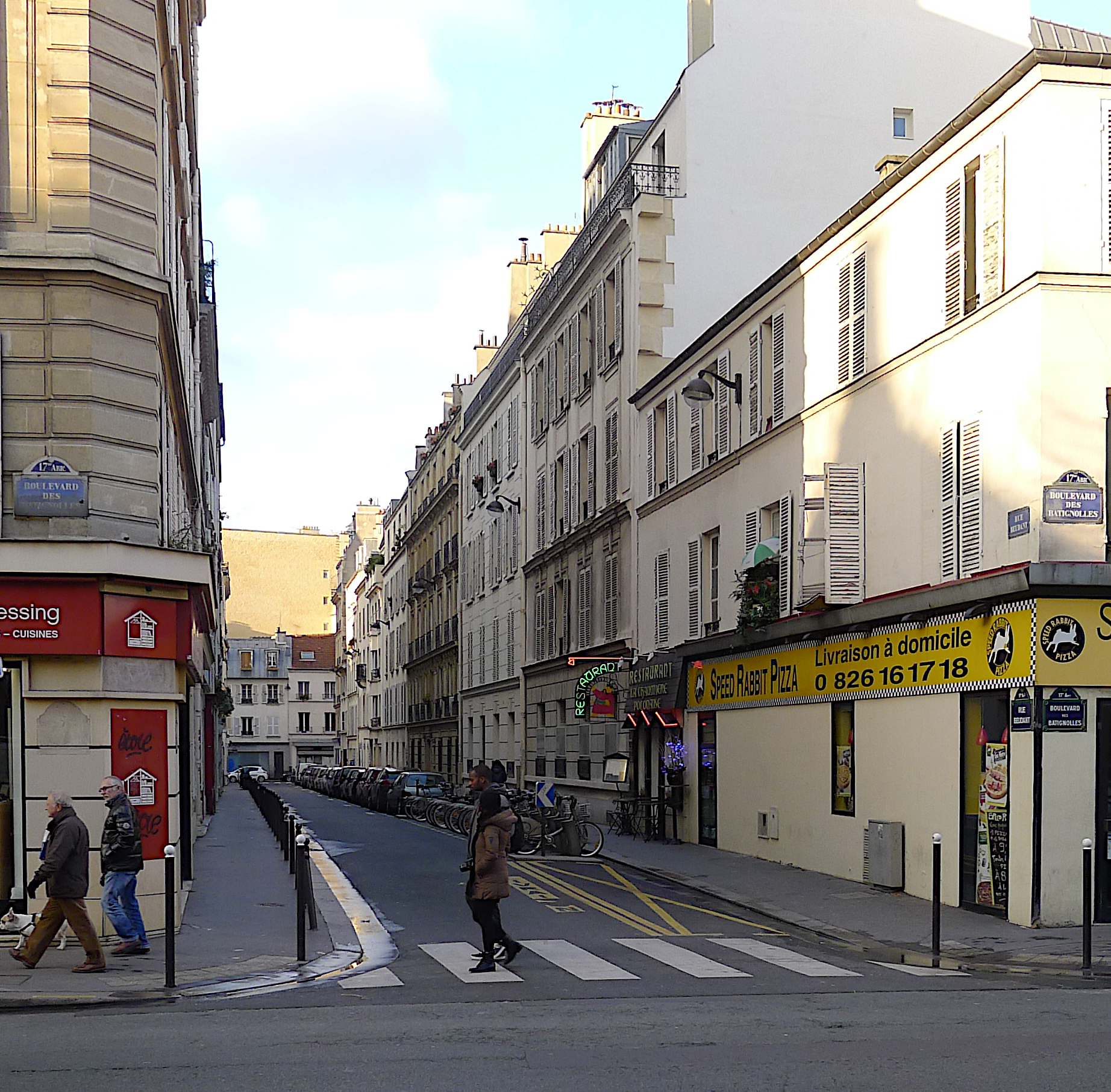
Rue Beudant vue depuis le boulevard des Batignolles.

La rue Beudant est une voie publique située dans le 17e arrondissement de Paris. Elle débute au 74, boulevard des Batignolles et se termine au 91, rue des Dames.

## Origine du nom
Elle porte le nom du minéralogiste, membre de l'Institut François Sulpice Beudant (1787-1850).

## Historique
Cette ancienne voie de la commune des Batignolles, dénommée « rue Fortin », est rattachée à la voirie de Paris par décret du 23 mai 1863 et prend sa dénomination actuelle par décret du 24 août 1864.